# Micrastur mintoni
Micrastur mintoni (лат.) — вид хищных птиц из семейства соколиных (Falconidae). Подвидов не выделяют. Видовое название дано в честь австралийского орнитолога Клайва Д. Т. Минтона (англ. Clive D. T. Minton).

## Описание
Micrastur mintoni — небольшой лесной сокол, характеризуется короткими закругленными крыльями, длинным ступенчатым хвостом и наличием небольшого, почти совиного, лицевого диска. Длина тела варьирует от 30 до 35 сантиметров, а масса — от 170 до 264 граммов у самок и  от 171 до 238 граммов у самцов
. Верхняя часть тела серого цвета, несколько темнее на голове. Маховые перья и надхвостье черноватые. Неоперённые участки кожи на лице красного цвета. В средней части хвоста проходит белая полоса. У неполовозрелых особей на хвосте две узкие белые полосы. Подбородок и горло белого цвета. Грудь белая с тонкими тёмно-серыми полосами, которые более чётко выражены в верхней части груди. Клюв чёрный с оранжевым основанием. Радужная оболочка сероватая. Ноги оранжевого цвета с черноватыми когтями.

## Вокализация
Micrastur mintoni наиболее узнаваем и значительно отличается от близкородственных видов лесных соколов по своей вокализации. Обычный крик состоит из серии "uk uk uk uk uk", по одной ноте в секунду, которая продолжается обычно 1—1,5 минуты. Описаны также два типа позывок. Первая представляет собой кудахчущий зов "ca ca ca ca-ca-ca", причём последние три ноты издаются с большей частотой и понижаются по высоте звука. Крякающий крик состоит из чередующихся звуков "uuk, qui, qua-qua", слышится реже остальных. Крики этого сокола обычно слышны на рассвете, но в сухой сезон его можно услышать и позже утром. Перед наступлением сумерек крики слышны значительно реже.

## Биология
Биология Micrastur mintoni недостаточно изучена. Полагают, что он гнездится в сезон дождей (декабрь—май), так как линька отмечена с апреля по август. Это также подтверждается повреждением хвостового оперения у самки, пойманной в начале июня, что объясняют нахождением её в гнезде. Предполагается, что гнёзда располагаются в дуплах деревьев, как и у других лесных соколов.
Данных о питании также недостаточно. Известно, что он охотится на рептилий и беспозвоночных, и изредка на мелких птиц.